# Men in Black II
Men in Black II er en amerikansk science fiction actionkomediefilm fra 2002 instrueret af Barry Sonnenfeld og produceret af Steven Spielberg. Filmen er en fortsættelse til Men in Black fra 1997 og har ligesom denne Tommy Lee Jones og Will Smith i hovedrollerne. Filmen blev efterfulgt af Men in Black 3 i 2012.

## Medvirkende
- Tommy Lee Jones
- Will Smith
- Rip Torn
- Lara Flynn Boyle
- Johnny Knoxville
- Rosario Dawson
- Tony Shalhoub
- Patrick Warburton
- Jack Kehler
- David Cross
- Biz Markie
- Michael Jackson
- Tim Blaney

## Ekstern henvisning
- Men in Black II på Internet Movie Database (engelsk)
- Men in Black II på Filmdatabasen
- Men in Black II på Scope
- Men in Black II i Svensk Filmdatabas (svensk)
- Men in Black II på AlloCiné (fransk)
- Men in Black II på MovieMeter (nederlandsk)
- Men in Black II på AllMovie (engelsk)
- Men in Black II hos American Film Institute (engelsk)
- Men in Black II hos Behind The Voice Actors (engelsk)
- Men in Black II på Turner Classic Movies (engelsk)